# Warmiany
Warmiany (niem. Schönwalde) – wieś w Polsce położona w województwie warmińsko-mazurskim, powiat bartoszycki, w gminie Bisztynek.
W latach 1945–1959 w powiecie lidzbarskim, 1959–1972 w powiecie bartoszyckim, 1973–1975 w powiecie biskupieckim. W latach 1975–1998 miejscowość administracyjnie należała do województwa olsztyńskiego.
Wieś znajduje się w historycznym regionie Warmia.